# 内章镇
内章镇，是中华人民共和国河北省保定市定兴县下辖的一个乡镇级行政单位。

## 行政区划
内章镇下辖以下地区：
内章一村、内章二村、内章三村、西靳村、西章村、大北召村、小北召村、东晓村、西晓村、东韩村、章村、曹村、榆林村、北田村、南召村、大佟村、佟高庄村、佟北庄村、皂马村、尤旺村和王官村。